# Мамарчев, Георгий
Георгий Стойков Мамарчев (1786—1846) — капитан русской службы болгарского происхождения.

## Биография
Родился в Котеле. Дядя Георгия Раковского, отказавшегося от имени Сыби и носившего его имя. Пионер болгарской национальной революции.
В молодости он бежал в Валахию и записался добровольцем в Российскую Императорскую Армию на русско-турецкую войну (1806—1812). Затем он участвовал в обороне Москвы в Отечественной войне.
В следующей русско-турецкой войне (1828—1829) он снова был на фронте. После войны он был чем-то вроде военачальника в мирное время Силистры или мэра, полностью занятого подготовкой болгарского заговора 1835 года.
После того, как заговор был раскрыт, его судил российский военный суд в Бухаресте, его титулы и награды были аннулированы, и он был отправлен в ссылку сначала в Конью, затем на Самос, где он и умер.